# لاتینو (فیلم)
لاتینو (انگلیسی: Latino) فیلمی به کارگردانی هسکل وکسلر است که در سال ۱۹۸۵ منتشر شد. از بازیگران آن می‌توان به رابرت بلتران و انت چارلز اشاره کرد.